# Mischlingshund

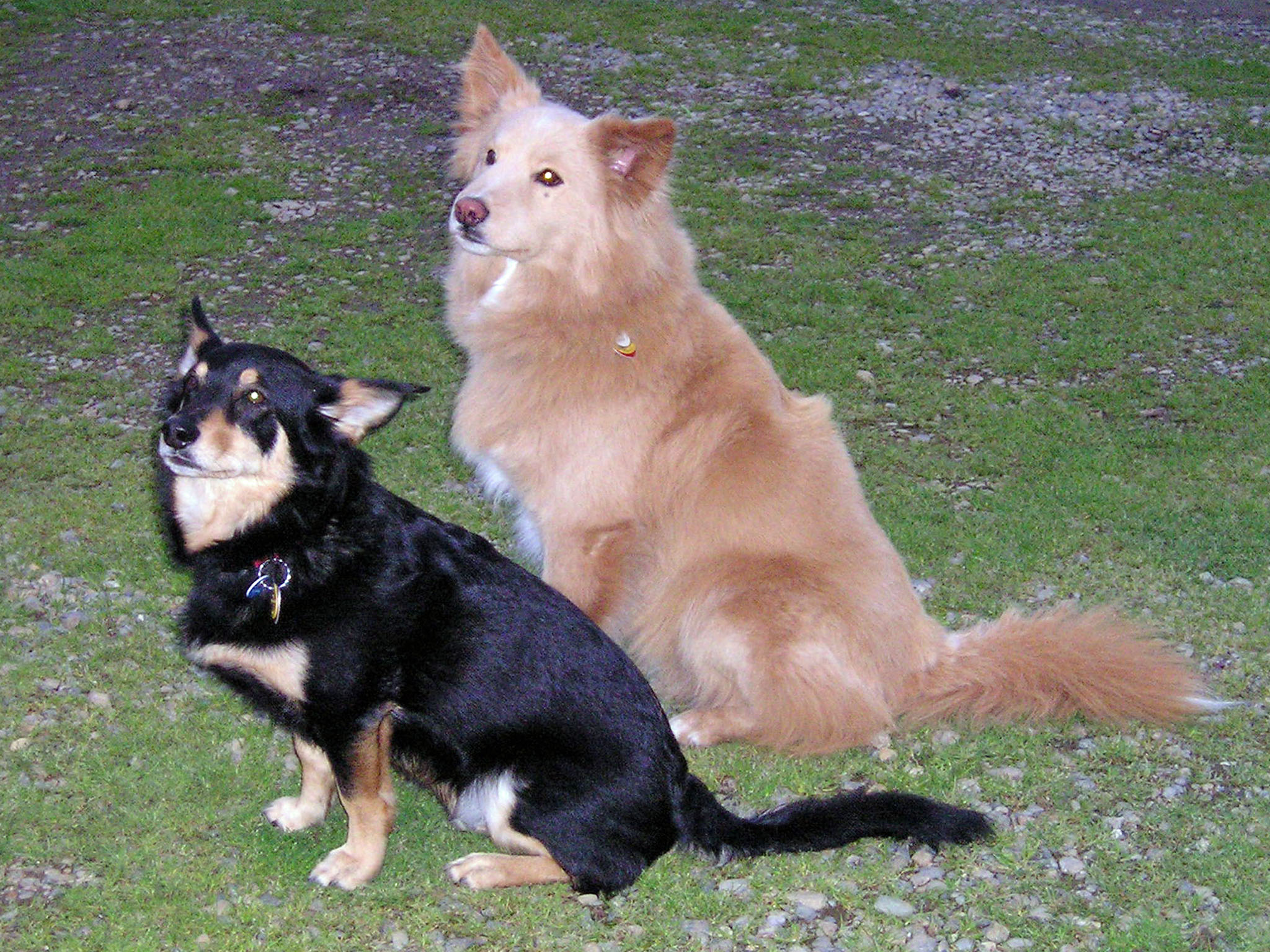
Zwei Mischlingshund-Geschwister aus demselben Wurf

Ein Mischlingshund (kurz nur „Mischling“ oder salopp „Mix“) ist ein Haushund, der keiner anerkannten Rasse zugeordnet werden kann, da seine Eltern entweder unterschiedlichen Rassen angehören oder selbst Mischlinge sind.
Die scherzhafte Bezeichnung Promenadenmischung entstand in Anlehnung an die Spaziergänge (fr.: promenade) der Dienstmädchen im 18. und 19. Jahrhundert mit den Hunden ihrer Herrschaft, die der Natur der mitgeführten Tiere ihren Lauf ließen, so dass diese unkontrolliert kopulieren konnten, woraus Mischlinge entstanden.
Im engeren Sinne werden unter Mischlingen vor allem Hunde verstanden, die aus unbeabsichtigten bzw. unkontrollierten Paarungen hervorgehen. Gezielt vorgenommene Kreuzungen zweier bestimmter Rassen sind laut Definition auch Mischlinge, werden jedoch als Hybridhunde oder Designerhunde bezeichnet, bei denen vor allem positive Eigenschaften beider Rassen vereint werden sollen.

## Aussehen
Da Mischlingshunde Eigenschaften ihrer Eltern auf unterschiedliche Weisen kombinieren, kommen sie in allen Größen und Farben vor, selbst Geschwister eines Wurfs können sich stark voneinander unterscheiden. Die Mischlingsnatur ist einem Mischling nicht unbedingt anzusehen; individuelle Mischlinge können ebenso „harmonisch“ aussehen wie Rassehunde.

## Gesundheit

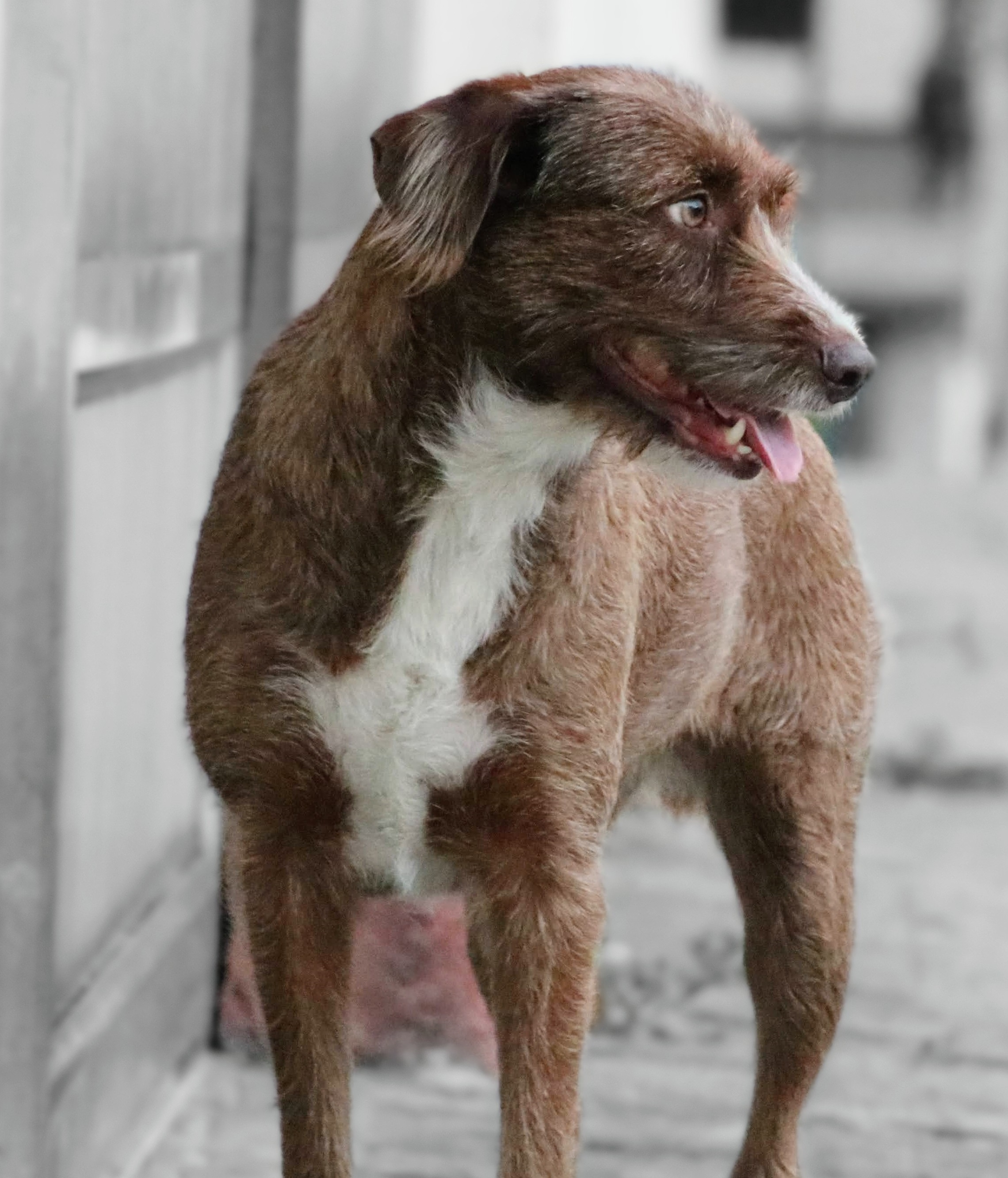

Da Mischlinge einem breiteren Genpool entstammen als Rassehunde und damit den Heterosis-Effekt zeigen, sind sie naturgemäß weniger von Inzucht oder züchtungsbedingten Gesundheitsproblemen betroffen. Dennoch ist die verbreitete Annahme, Mischlingshunde seien generell für Krankheiten weniger anfällig als Rassehunde, aus wissenschaftlicher Sicht nicht haltbar und auch aus tierärztlicher Erfahrung nicht bestätigt. Allerdings kam eine britische Studie zu dem Schluss, „dass bei einigen der insgesamt zwanzig am häufigsten erfassten Erkrankungen reinrassige Hunde im Vergleich zu Mischlingen eine signifikant höhere Prävalenz aufwiesen.“